# Konferenz von Brazzaville
Auf der Konferenz von Brazzaville trafen im Zweiten Weltkrieg vom 30. Januar bis 8. Februar 1944 Vertreter des Freien Frankreichs mit hohen Kolonialbeamten aus den afrikanischen Kolonien Frankreichs zusammen. Neben Charles de Gaulle und René Pleven, dem Kolonialminister des Nationalen Befreiungskomitees, nahmen 20 Gouverneure teil. Konferenzort war die Stadt Brazzaville, Hauptstadt von Französisch-Äquatorialafrika und ab dem 26. Oktober 1940 für kurze Zeit auch Hauptstadt des Freien Frankreichs.
Charles de Gaulle erkannte auf der Konferenz die Notwendigkeit politischer, sozialer und ökonomischer Reformen im französisch beherrschten Teil Afrikas an und versprach eine grundlegende Neuordnung der Beziehungen zwischen dem „Mutterland“ und seinen Kolonien. Diese Neuordnung beinhaltete nicht die Unabhängigkeit der Kolonien, sondern die Umwandlung des Kolonialverhältnisses in eine „Französische Union“. Hintergrund der Konferenz war der Versuch de Gaulles, die afrikanischen Kolonien stärker in den Kampf um die Befreiung Frankreichs einzubinden.
Verfechter größerer Autonomie der französischen Kolonien in Afrika beriefen sich in den darauffolgenden Jahren auf die dort verfasste „Deklaration von Brazzaville“.
Diese Deklaration beinhaltete folgende Punkte:
- Frankreich und die von ihm beherrschten Gebiete sollten auch zukünftig vereint bleiben.
- In jeder Kolonie sollten halbautonome Versammlungen eingerichtet werden.
- Die Bürger der französischen Kolonien sollten das Recht erhalten, Vertreter in die verfassunggebende Versammlung zu entsenden, die nach dem Krieg eingerichtet werden sollte.
- Die Bürger der französischen Kolonien sollten das Recht erhalten, Vertreter in das französische Parlament zu entsenden.
- Der öffentliche Dienst sollte für die indigene Bevölkerung der Kolonien geöffnet werden.
- Die Zwangsarbeit sollte abgeschafft werden.
- Wirtschaftliche Reformen sollten den ausbeuterischen Charakter der Beziehungen zwischen Frankreich und seinen Kolonien verringern.